# Tmarus curvus
Tmarus curvus är en spindelart som beskrevs av Arthur M. Chickering 1950. Tmarus curvus ingår i släktet Tmarus och familjen krabbspindlar.
Artens utbredningsområde är Panama. Inga underarter finns listade i Catalogue of Life.